# Pharaon : mon royaume est de ce monde
 (août 2021).
Pharaon : mon royaume est de ce monde est un roman de Christian Jacq, publié chez XO éditions en 2018.

## Résumé
À la suite du décès de la reine et régente Hatchepsout, son neveu monte sur le trône sous le nom de Thoutmôsis III. Le doute persiste sur sa capacité à régner. Mais le jeune roi est un érudit, intelligent et attentif aux besoins de son peuple. Se reposant sur ses études, sa foi et ses capacités intellectuelles, il mène une première campagne militaire contre son voisin du Mittani qui menace ses frontières. Le succès de la campagne lui permet de gagner la confiance de son peuple, de l'armée, mais surtout de son gouvernement qui envisageait de prendre le pouvoir par crainte de l'inexpérience de Thoutmôsis.
Entre son mariage avec Satiâh, ses devoirs envers son peuple et envers les dieux, Thoutmôsis III mène l'un des règnes les plus longs de l'histoire de l'Égypte antique. Le lecteur suit la vie romancée de celui que l'on surnomme aujourd'hui le Napoléon égyptien.

## Critiques
En octobre 2018, le roman reçoit une bonne critique du quotidien Le Parisien, qui salue la « diabolique habileté » de l'écriture de l'auteur, entre éléments historiques et fictifs.
En février 2019, l'ouvrage obtient une critique positive du mensuel Pleine Vie le décrivant comme une histoire avec des « éléments historiques parfaitement documentés et une trame romanesque mettant en scène des personnages fictifs attachants ».

## Interview
En décembre 2019, l'auteur est interviewé par Stéphanie Janicot, où il avoue préférer Thoutmôsis III, le personnage principal du roman, aux autres pharaons de l’Égypte Ancienne.

## Éditions
Première édition en 2018 chez XO éditions, il est immédiatement mis à disposition en eBook, au format ePub.
En 2020, le livre sort en format poche, aux éditions Pocket.